# Д-6 «Якобінець»
| Підводний човен типу «Декабрист» (I серія)Д-6 | Підводний човен типу «Декабрист» (I серія)Д-6                                     | Підводний човен типу «Декабрист» (I серія)Д-6                                     |
| --------------------------------------------- | --------------------------------------------------------------------------------- | --------------------------------------------------------------------------------- |
|                                               |                                                                                   |                                                                                   |
|                                               |                                                                                   |                                                                                   |
|                                               |                                                                                   |                                                                                   |
| Під прапором                                  | СРСР                                                                              | СРСР                                                                              |
| Спуск на воду                                 | 12 травня 1930                                                                    | 12 травня 1930                                                                    |
| Виведений зі складу флоту                     | 11 липня 1942                                                                     | 11 липня 1942                                                                     |
| Проєкт                                        |                                                                                   |                                                                                   |
| Тип ПЧ                                        | Великий торпедний підводний човен                                                 | Великий торпедний підводний човен                                                 |
| Розробник проєкту                             | Техбюро № 4 Балтійського заводу, Ленінград                                        | Техбюро № 4 Балтійського заводу, Ленінград                                        |
| Головний конструктор                          | Б. М. Малінін                                                                     | Б. М. Малінін                                                                     |
| Основні характеристики                        |                                                                                   |                                                                                   |
| Швидкість (надводна)                          | 15,3 вузлів                                                                       | 15,3 вузлів                                                                       |
| Швидкість (підводна)                          | 8,9 вузлів (економічна 2,9 вуз.)                                                  | 8,9 вузлів (економічна 2,9 вуз.)                                                  |
| Робоча глибина занурення                      | 75 м                                                                              | 75 м                                                                              |
| Гранична глибина занурення                    | 90 м                                                                              | 90 м                                                                              |
| Автономність плавання                         | 47 діб                                                                            | 47 діб                                                                            |
| Екіпаж                                        | 53 особи                                                                          | 53 особи                                                                          |
| Розміри                                       |                                                                                   |                                                                                   |
| Довжина найбільша (по КВЛ)                    | 76 м                                                                              | 76 м                                                                              |
| Ширина корпусу найб.                          | 6,5 м                                                                             | 6,5 м                                                                             |
| Середня осадка (по КВЛ)                       | 3,8 м                                                                             | 3,8 м                                                                             |
| Водотоннажність надводна                      | 933 т                                                                             | 933 т                                                                             |
| Озброєння                                     |                                                                                   |                                                                                   |
| Артилерія                                     | 1 × 102-мм і 1 × 45-мм гармати                                                    | 1 × 102-мм і 1 × 45-мм гармати                                                    |
| Торпедно- мінне озброєння                     | носові: 6 ТА калібру 533-мм (12 торпед), кормові: 2 ТА калібру 533-мм (2 торпеди) | носові: 6 ТА калібру 533-мм (12 торпед), кормові: 2 ТА калібру 533-мм (2 торпеди) |

«Декабри́ст» (I серія, Д-6) — радянський підводний човен з першого радянського проєкту.

## Історія
Підводний човен закладений 14 квітня 1927 року та 12 травня 1930 спущений на воду. У період з 18 жовтня по 21 жовтня 1933 року перебував із візитом у Стамбулі. 11 січня 1935 року увійшов до складу Чорноморського флоту. 16 березня 1939 року на човні у результаті вибуху була знищена цистерна головного баласту № 5. У 1940 році човен провів 20 денний похід в районі Босфору. У 1940 році за 103 дні, що човен провів у морі, він пройшов 6832 милі, з них — 405 миль під водою, при цьому провів 63 навчальні торпедні стрільби. В лютому 1941 року став на капітальний ремонт на заводі 201, де зустрів початок війни. 18.08.1941 вийшов у море із Севастополя, де потрапив під авіаналіт і отримав сильні пошкодження, човен знову став на ремонт. 12 листопада 1941 року, під час ремонту сильно постраждав від артилерійського обстрілу. 26.06.1942 року був знищений екіпажем через неможливість евакуації. Весною 1945 року піднятий, однак через неможливість його ремонту був зданий на металобрухт.